# Smrekowiec (Beskid Śląski)
Smrekowiec (835 m n.p.m.), także Smerekowiec – niewybitny szczyt w głównym grzbiecie Pasma Równicy w Beskidzie Śląskim. Znajduje się w nim pomiędzy szczytami Jawierzny (Jaworzyna) i Gościejów.
Na szczycie Smerekowca główny grzbiet pasemka Równicy (biegnący od Przełęczy Salmopolskiej) zakręca pod kątem prostym w kierunku północno-zachodnim. Szczyt ten jest zwornikiem dla bocznego ramienia Czupla. Z jego stoków spływają potoki: Gościejów (dopływ Wisły), szereg drobnych dopływów Malinki i jej dopływu, Fiedorówki oraz Wilczy Potok (w dorzeczu Brennicy). Grzbietem Smrekowca biegnie granica między miejscowościami Wisła i Brenna.
Niekiedy nazwą „Smerekowiec” określa się cały odcinek grzbietu od Czupla prawie po Jawierzny.

## Szlaki turystyczne
Wisła Uzdrowisko st. kol. – Kamienny – Trzy Kopce Wiślańskie – Smrekowiec – Jawierzny – przełęcz Baracht – Przełęcz Salmopolska. Odległość 8,3 km, suma podejść 650 m, czas przejścia 2:55 godz., z powrotem 2:15 godz.
 Wisła Nowa Osada – Czupel – Smrekowiec. Odległość 4,4 km, suma podejść 490 m, czas przejścia 2 godz., z powrotem 1:20 godz.

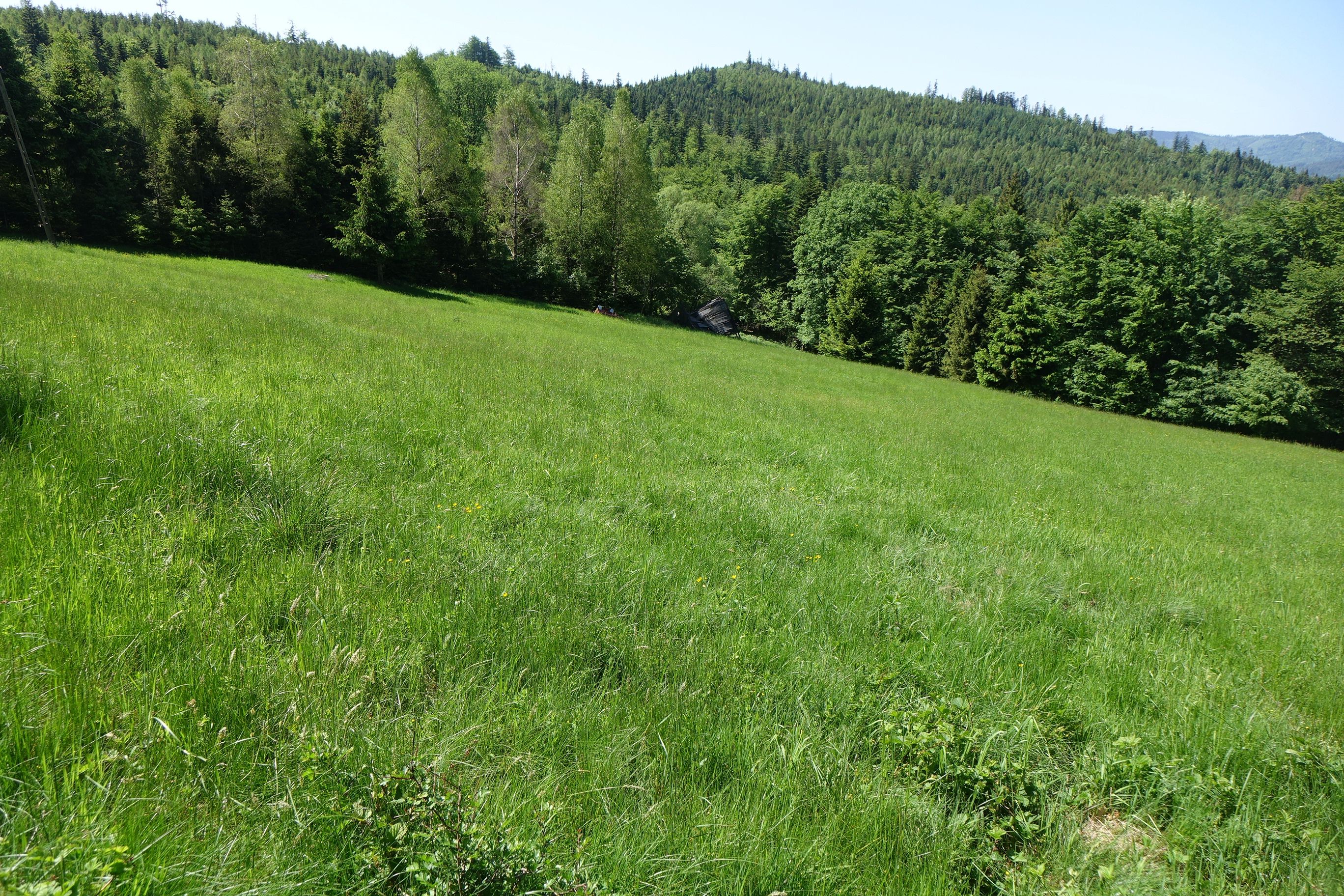
Widok na Smrekowiec z polany na grzbiecie Smrekowiec-Gościejów

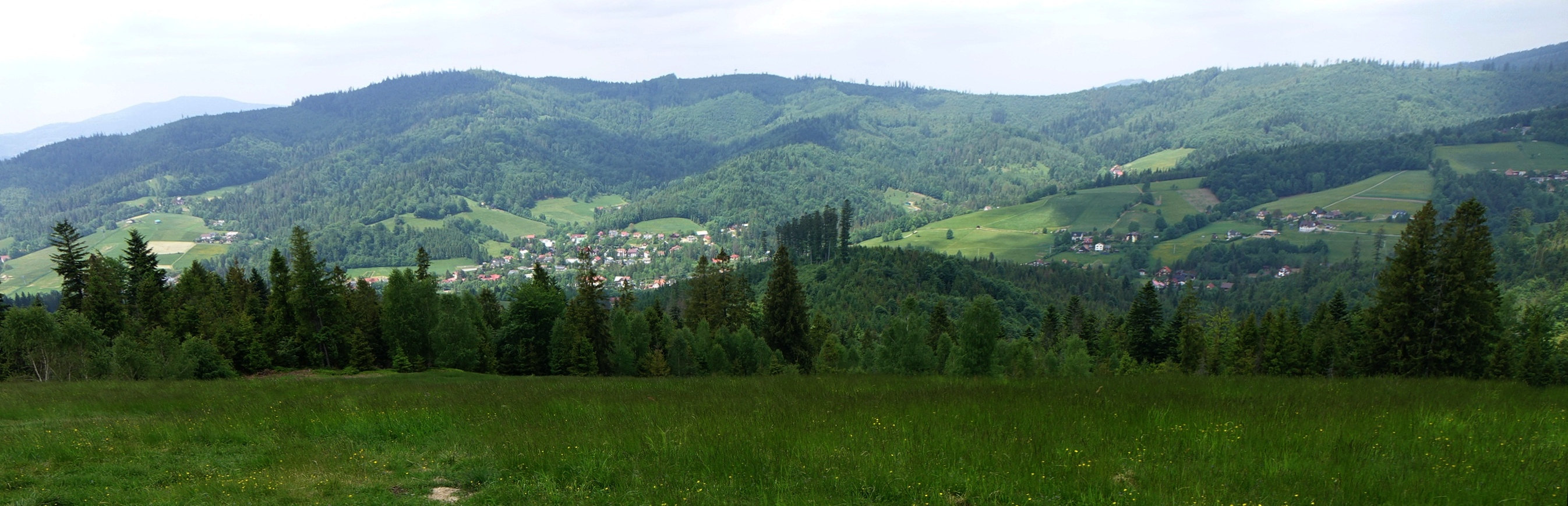
Widok na Czupel i Smrekowiec z Cienkowa Niżnego